# Zweminstructeur

Een zweminstructrice

Een zweminstructeur is iemand die anderen leert zwemmen. De officiële naam is zwemonderwijzer. In de volksmond wordt zo'n iemand meestal badmeester genoemd, een term die eigenlijk betrekking heeft op een toezichthouder bij het zwembad.
Tegenwoordig zijn er meerdere diploma's die een bevoegdheid geven tot het lesgeven. Zo is er een diploma "Zwemonderwijzer nieuwe stijl". De diploma's Zweminstucteur A en -B zijn verdwenen en vervangen door het diploma "Zelfstandig instructeur Elementair zwemmen niveau 3" van de KNZB, dan wel door het diploma "Lesgever Zwem-ABC" van het NPZ-NRZ.